# Leo X.

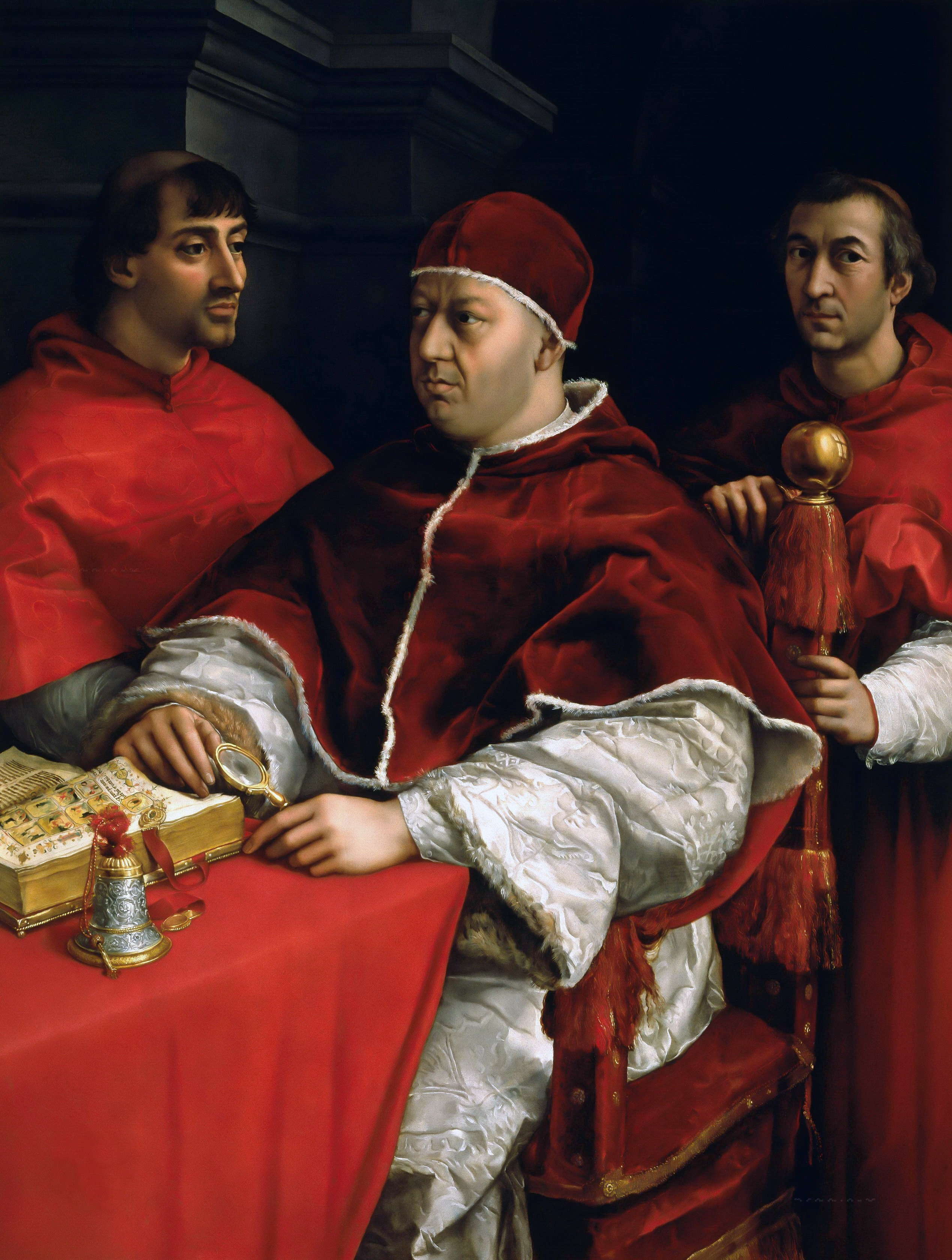
Porträt des Papstes Leo X., alias Giovanni de’ Medici, mit den Kardinälen Giulio de’ Medici, dem späteren Clemens VII. und Luigi de’ Rossi, Gemälde von Raffael, um 1518–1519, Florenz, Galleria Palatina im Palazzo Pitti

Leo X. (geboren als Giovanni de’ Medici; * 11. Dezember 1475 in Florenz; † 1. Dezember 1521 in Rom) war vom 11. März 1513 bis zu seinem Tod römisch-katholischer Papst. In sein Pontifikat fällt der Beginn der Reformation. Er war der bislang letzte Papst, der vor seiner Wahl kein Priester gewesen war.

## Leben

### Elternhaus und Jugend
Giovanni de’ Medici wurde am 11. Dezember 1475 als sechstes von insgesamt neun Kindern des Florentiners Lorenzo il Magnifico und seiner Frau Clarice Orsini, die aus dem römischen Adelsgeschlecht der Orsini stammte, in Florenz geboren. Als zweitgeborener Sohn zur kirchlichen Laufbahn bestimmt, sollte er auf Wunsch seiner Mutter seinem späteren geistlichen Stande entsprechend erzogen werden.
Sein Vater Lorenzo, der als il Magnifico („der Prächtige“) in die Geschichte eingegangen ist, legte jedoch eher auf eine ausgewogene Bildung nach humanistischen Gesichtspunkten Wert, die Giovanni im Alter von drei Jahren begann. So wurde Giovanni zunächst gemeinsam mit seinem älteren Bruder Piero de’ Medici von dem Dichter Angelo Poliziano, der als enger Freund Lorenzos bei der Familie lebte, erzogen und unterrichtet.
Doch der Mutter erschien der Dichter vor allem für Giovanni nicht als der geeignete Lehrer, sodass sie Poliziano, der sich zu dieser Zeit mit Clarice und ihren Kindern im Landhaus der Familie in Caffagiolo aufhielt, zeitweilig entließ. Nach energischer Intervention Lorenzos kehrte Poliziano zwar wieder zurück, aber Clarice konnte ihren Willen schließlich durchsetzen. So übernahmen zunächst Martino della Commedia und später der Kleriker Bernardo Michelozzi, der Bruder von Lorenzos Sekretär Niccoló Michelozzi, seine Erziehung. Später studierte er Kirchenrecht und Theologie in Pisa.

### Kirchliche Laufbahn

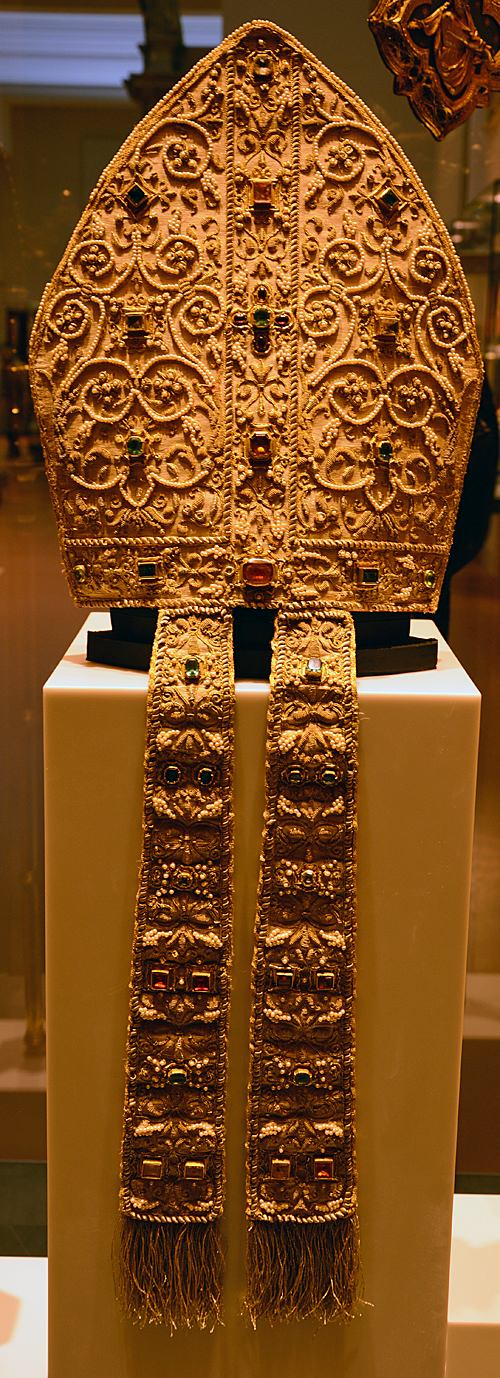
Mitra von Papst Leo X. um 1515. Exponat im Museo dell’Opera del Duomo in Florenz

Am 1. Juni 1483, als Giovanni sieben Jahre alt war, empfing er das Sakrament der Firmung und erhielt die Tonsur als Zeichen des geistlichen Standes. Dies war notwendig geworden, weil er bereits im Mai seine ersten Pfründen vom französischen König verliehen bekommen hatte. Papst Sixtus IV. hatte dieser Verleihung zugestimmt und ihn in den Rang eines Apostolischen Protonotars erhoben. Die Erhebung zum Protonotar war notwendig, damit Giovanni überhaupt Pfründen übernehmen konnte. Eine Einsetzung als Erzbischof von Aix-en-Provence kurz darauf scheiterte daran, dass der Amtsträger – entgegen anderslautenden Nachrichten – noch lebte. Auch der König von Neapel und der Herzog von Mailand gewährten dem kleinen Giovanni zu dieser Zeit mit Pfründen ihre Gunst, hinzu gesellten sich zahlreiche weitere in der heimatlichen Toskana.
Am 8. November 1483 wurde Giovanni als Domherr von Florenz eingesetzt, dann erhielt er zunächst die Klöster San Michele in Arezzo und 1485 San Michele in Passignano übertragen. Dort fungierte er jeweils nur nominell als Abt; die Verwaltung der Konvente wurde von eigens beauftragten Klerikern übernommen, der Inhaber der Pfründe erhielt jedoch die erwirtschafteten und sonstigen Erträge. Allerdings gingen diese Übertragungen nicht immer reibungslos vor sich. Der Widerstand der Mönche in Passignano war so heftig, dass der Einsatz von Bewaffneten erforderlich war, um die Abtei für Giovanni in Besitz zu nehmen.
Bereits seit diesem Jahr betrieb sein Vater, der bereits für seinen 1478 der Pazzi-Verschwörung zum Opfer gefallenen Bruder Giuliano dieses Amt angestrebt hatte, intensiv die Erhebung seines Sohnes zum Kardinal, doch Papst Innozenz VIII. lehnte dies zunächst unfreiwillig ab. Da Florenz als Verbündeter des Königs von Neapel wenig später in den sogenannten Baronenkrieg verwickelt wurde, verschlechterten sich Lorenzos Beziehungen zur Kurie vorübergehend.
Nach dem Ende des Baronenkrieges bemühten sich ab dem Herbst 1486 der florentinische Gesandte Pierfilippo Pandolfini und der Erzbischof von Florenz, Rinaldo Orsini, der in Rom lebende Schwager Lorenzos, um eine Verbesserung der Beziehungen – auch im Hinblick auf die Karriere des kleinen Giovanni. Im November 1486 äußerte Papst Innozenz VIII. den Wunsch, seinen Sohn Francesco Cibo, der allgemein nur Franceschetto genannt wurde, mit der zweitältesten Tochter Lorenzos, Maddalena de’ Medici, zu verheiraten, um einerseits die Beziehungen zu Florenz zu verbessern und andererseits seinem Sohn die Zukunft zu sichern. Als Gegenleistung verlangte Lorenzo die Erhebung seines Sohnes Giovanni zum Kardinal. Die Erhebung zum Kardinal erfolgte im Konsistorium vom 9. März 1489, Giovanni war damals gerade im 14. Lebensjahr. Die Ernennung erfolgte in pectore und musste drei Jahre lang geheim gehalten werden. Vom Papst wurde sie am 26. März 1492 veröffentlicht. Giovannis Titelkirche war Santa Maria in Domnica.
Als im selben Jahr der illegitime Sohn Cosimos de’ Medici, Carlo di Cosimo de’ Medici, der ebenfalls zahlreiche Pfründen innehatte, gestorben war, wurden sie sämtlich auf Giovanni übertragen.
Im Sommer 1492 starb Innozenz VIII. und der gerade erst ernannte Kardinal Medici nahm an seinem ersten Konklave teil, das Kardinal Rodrigo Borgia (als Papst Alexander VI.) für sich entscheiden konnte. Giovanni, der gegen Borgia gestimmt hatte, verließ vorsichtigerweise Rom, wo er im Familienpalast, dem heutigen italienischen Senatsgebäude Palazzo Madama, gewohnt hatte, und kehrte nach Florenz zurück. Dort hatte kurz zuvor nach dem Tod des Familienoberhauptes Lorenzo des Prächtigen Giovannis älterer Bruder Piero der Unglückliche die Nachfolge angetreten.
1494 wurden die Medici im Zuge der Querung Italiens durch Karl VIII. von Frankreich durch einen Aufruhr aus Florenz vertrieben. Auch für Giovanni begann ein langjähriges Exil, während dessen er in Begleitung seines Vetters Giulio, des späteren Papstes Clemens VII., verschiedene Regionen Europas bereiste. Er kehrte erst 1500 nach Rom zurück, wo 1503 Kardinal Della Rovere, der wie Giovanni ein Gegner des Papstes Alexander gewesen war, als Julius II. zum Papst gewählt wurde. Nach dem Tod seines Bruders Piero wurde Giovanni im selben Jahr neues Oberhaupt der Familie. Er konnte seine guten Beziehungen zum Papst in der Folgezeit nutzen, um die Rückkehr der Medici in das angestammte Florenz vorzubereiten.
1512 wurde Kardinal de Medici, der Julius II. auf dessen Kriegszügen immer begleitet hatte, auf dem Schlachtfeld von Ravenna gefangen genommen und konnte im Juni 1512 in Pieve del Cairo nur durch Zufall wieder entkommen. Wenig später wurde auf dem Konzil von Mantua die Rückkehr der Medici nach Florenz endgültig beschlossen. Unter Führung des Vizekönigs von Neapel zog ein Heer der Heiligen Liga nach Florenz und erreichte die Übergabe. Kardinal de Medici, der die Leitung des Staates übernahm, konnte sich in der Folge gegen mehrere Verschwörungen behaupten.

## Pontifikat 1513–1521

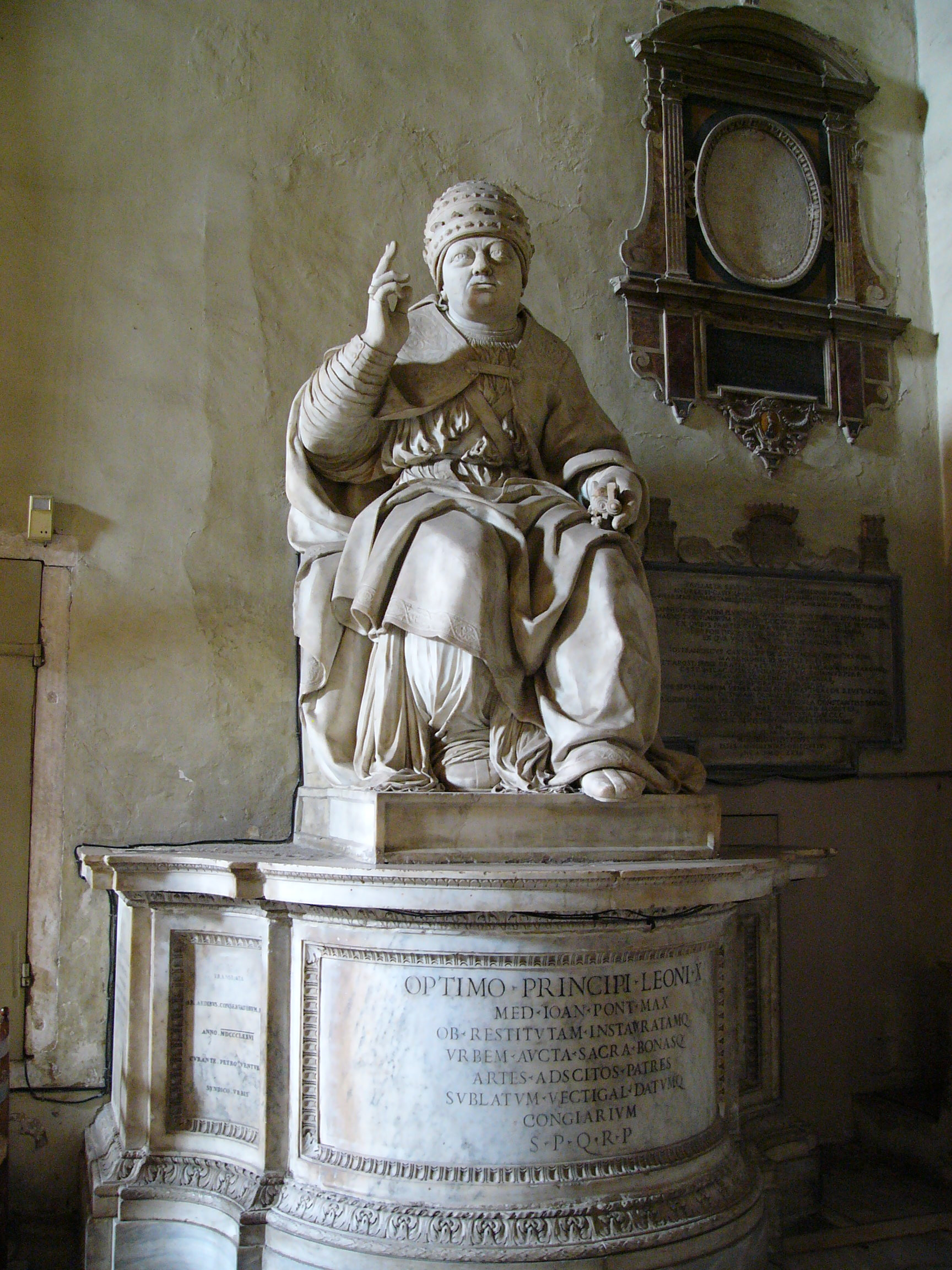
Statue Papst Leos X. in der römischen Kirche Santa Maria in Aracoeli

### Wahl
Am 21. Februar 1513 starb Papst Julius II. Am 11. März 1513 erfolgte die Wahl von Giovanni de’ Medici zu dessen Nachfolger. Der erst 37-Jährige gab sich den Namen Leo X. Da er, obwohl Kardinal, kein Priester war, empfing er nun nach seiner Papstwahl am 15. März die Priesterweihe und am 17. März die Bischofsweihe. Erst dann konnte die Krönung am 19. März folgen.

### Kunst und Kultur
Es ist nicht verwunderlich, dass Rom in seinem Pontifikat ein Zentrum für Kunst und Kultur wurde. Doch Leo war auch gröberen Vergnügungen nicht abgeneigt. Er hatte seinen Hofnarren stets dabei und ließ ihn prügeln, sobald er nicht witzig genug auftrat. Angeln und Jagen gehörten ebenso zu seinen Leidenschaften wie prunkvolle Feste und Karnevalsumzüge. So heißt es, in seiner Menagerie sei der indische Elefant Hanno als ein Geschenk des portugiesischen Königs Manuel I. sein Lieblingstier gewesen; einem von Manuel dem Elefanten nachgelieferten Nashorn, das Rom aber nur ausgestopft erreichte, war immerhin vergönnt, von Raffael im Papstpalast verewigt zu werden.

### Europäische Politik

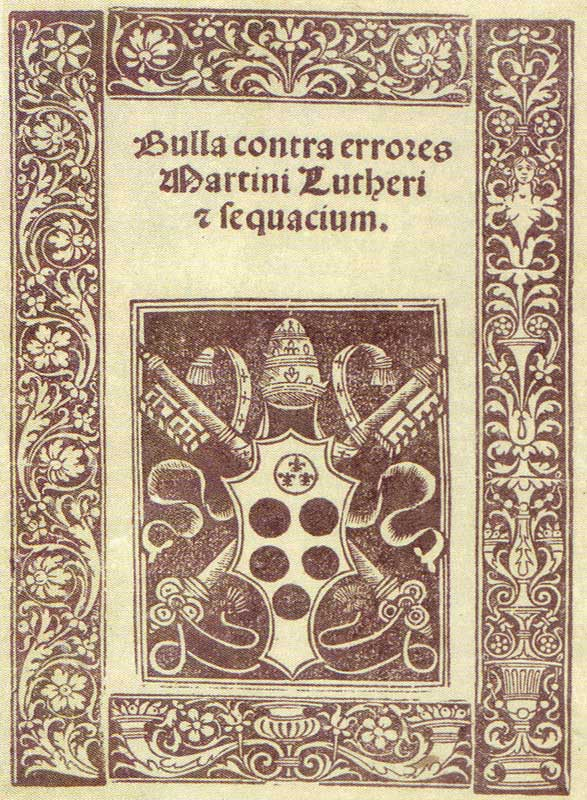
Bulle Contra Errores

Als Papst griff er stark in die europäische Politik ein. Nach dem Tod des deutschen Kaisers Maximilian I. unterstützte er den französischen König Franz I., mit dem er das Konkordat von Bologna schloss, bei der Kandidatur um die Kaiserwürde. Jedoch unterstützte er später auch den Wahlsieger Karl V. und schloss mit ihm 1521 ein Bündnis gegen Frankreich. Auf dem Fünften Laterankonzil konnte er am 16. März 1517 vor dem Hintergrund der Türkengefahr das Ausrufen eines europäischen Waffenstillstands und eines Kreuzzugs gegen das Osmanische Reich durchsetzen.

### Beginn der Reformation

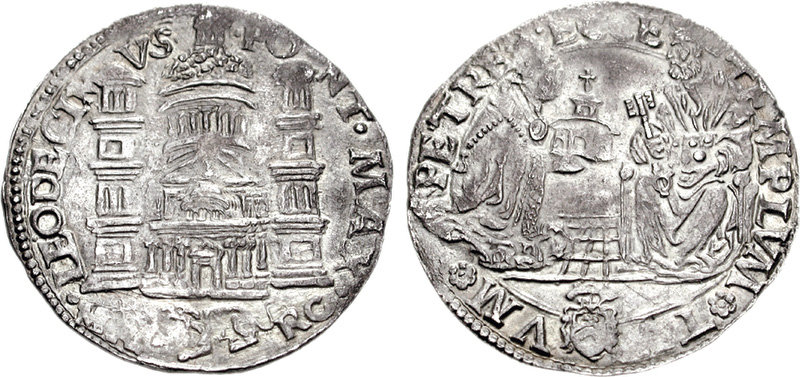
Giulio von Leo X. mit einem Modell des neuen Petersdoms

In die Zeit Leos X. fällt der Beginn der Reformation. Für den Neubau des Petersdoms förderte er den Ablasshandel in großem Stil, was für Martin Luther einer der Anstöße war, seine 95 Thesen am 31. Oktober 1517 an der Schlosskirche Wittenberg zu veröffentlichen. Für den Papst war das Anliegen Luthers keinen Gedanken wert. Er verurteilte in der Bulle Exsurge Domine vom 15. Juni 1520 insgesamt 41 Ansichten Luthers und exkommunizierte ihn am 3. Januar 1521 mit der Bulle Decet Romanum Pontificem; an den innerkirchlichen Missständen und am Ablasshandel änderte Leo nichts.
Leo X. war wie schon seine Vorgänger samt der Kurie zu viel in die italienische und europäische Politik verstrickt, um sich mit den schon länger laut gewordenen Rufen nach einer Reform an Haupt und Gliedern der Kirche ernsthaft auseinanderzusetzen. Dies lag zuletzt auch an der Selbsteinschätzung Roms als unanfechtbares Oberhaupt der Kirche.
Das Pontifikat dieses Papstes aber deswegen zu den verhängnisvollsten in der gesamten Papstgeschichte zählen zu wollen, greift zu kurz. Leo mag vielleicht der Auslöser des Thesenanschlags Luthers gewesen sein, keinesfalls aber die Ursache. Die simonistischen und nepotistischen Auswüchse, aber auch die Prunksucht und insgesamt oft wenig gottgefällige Lebensweise der Päpste waren schon seit mehreren Jahrzehnten einer unablässigen Kritik vor allem durch den nichtitalienischen Klerus ausgesetzt. Diese Kritik regte sich lautstark schon in den 1460er Jahren, als Päpste wie Kalixt III. oder Sixtus IV. die bis dahin üblichen Regeln der Dezenz, das heißt Zurückhaltung, Schicklichkeit und Anständigkeit, missachteten. Die Missstände führten immer wieder zum Ruf nach Reformkonzilen – z. B. 1494 unter Papst Alexander VI. –, aber sie verhallten stets ungehört oder wurden von den Amtsträgern geschickt unterlaufen. Sogar eine kuriale Reformkommission war 1497 von Alexander eingesetzt worden, allerdings blieb ihre Arbeit folgenlos.
Gegen allzu umtriebige Päpste gab es auch innerhalb der Kurie Widerstände. Doch waren diese Kardinäle – in den 1490ern etwa Francesco Todeschini Piccolomini, Oliviero Carafa, Giovanni Battista Zeno oder Jorge da Costa – erstens eine meist misstrauisch beäugte Minderheit, und zweitens hatte das Konsistorium gegenüber dem Papst lediglich beratende Funktion und keinerlei Entscheidungsgewalt.
Über das Kardinalat (De cardinalatu) heißt eine 1510 erschienene Schrift Paolo Cortesis, des ehemaligen Apostolischen Sekretärs der Kurie unter dem Pontifikat Alexanders. In ihr stellt er die von einem idealen Kardinal zu erwartenden Eigenschaften und Fähigkeiten eindrücklich dar. Dass er sie dem damals amtierenden Papst – und damit ausgerechnet Julius II. – widmete, blieb ohne Folgen.
Die Kurie erwies sich zu jenem Zeitpunkt als reformresistent. Das Papsttum pflegte theologischen Vorgängen und besonders Disputen darüber, die außerhalb Italiens stattfanden, wenig Aufmerksamkeit zu widmen, bis hin zur vollständigen Ignoranz. Zum einen galt den Römern, die sich gemäß der antiken Tradition, die seit Beginn der Renaissance hoch in Mode stand, noch immer als caput mundi („Haupt der Welt“) sahen, das Heilige Römische Reich respektive Deutschland – wie auch Frankreich – als Land der Barbaren. Zum anderen band die seit dem Fall Konstantinopels am 29. Mai 1453 ständig wachsende Türkengefahr auch die Päpste. So war beispielsweise 1480 die italienische Stadt Otranto vorübergehend von den Türken erobert worden, 1529 standen die Türken vor Wien.
Auch der Ablasshandel und die zahllosen zusätzlich geforderten Abgaben, die für Kreuzzüge oder Kirchenbauten Verwendung finden sollten, riefen bereits lange vor Leo Kritiker auf den Plan. Der Humanist Enea Silvio Piccolomini, der später als Pius II. selbst Papst wurde, sah sich in den 1450er Jahren genötigt, in seiner Schrift De ritu, situ, moribus et conditione Germaniae die „tumben Hinterwäldler“ zu rügen. Er hielt ihnen vor, ihre blühenden geistigen Landschaften und wirtschaftliches Wohlergehen verdankten sie dem befruchtenden Einfluss Italiens und vor allem Roms, sie hätten sich daher auch einer Kritik an angeblicher finanzieller Ausnutzung oder Verschwendungssucht der Päpste zu enthalten und sollten ihnen lieber Dank und Ehrfurcht erweisen.
Leos Reaktion auf Luther war aus Sicht der Zeit das absolut übliche Vorgehen: Bulle und Bann hatten schon öfter ihre Wirkung getan, der letzte tiefgreifende Reformversuch eines Mönchs durch Girolamo Savonarola war – kaum 20 Jahre vor Luther – schließlich auch erfolgreich auf diese Weise gemeistert worden.
Als Kaiser Maximilian I. 1519 starb, wollte Leo die Wahl Karls I. von Spanien zum König verhindern und den Kurfürsten Friedrich den Weisen zu einer Gegenkandidatur bewegen, indem er anbot, einen ihm genehmen Kandidaten zum Kardinal zu ernennen. Gemeint war höchstwahrscheinlich Martin Luther.

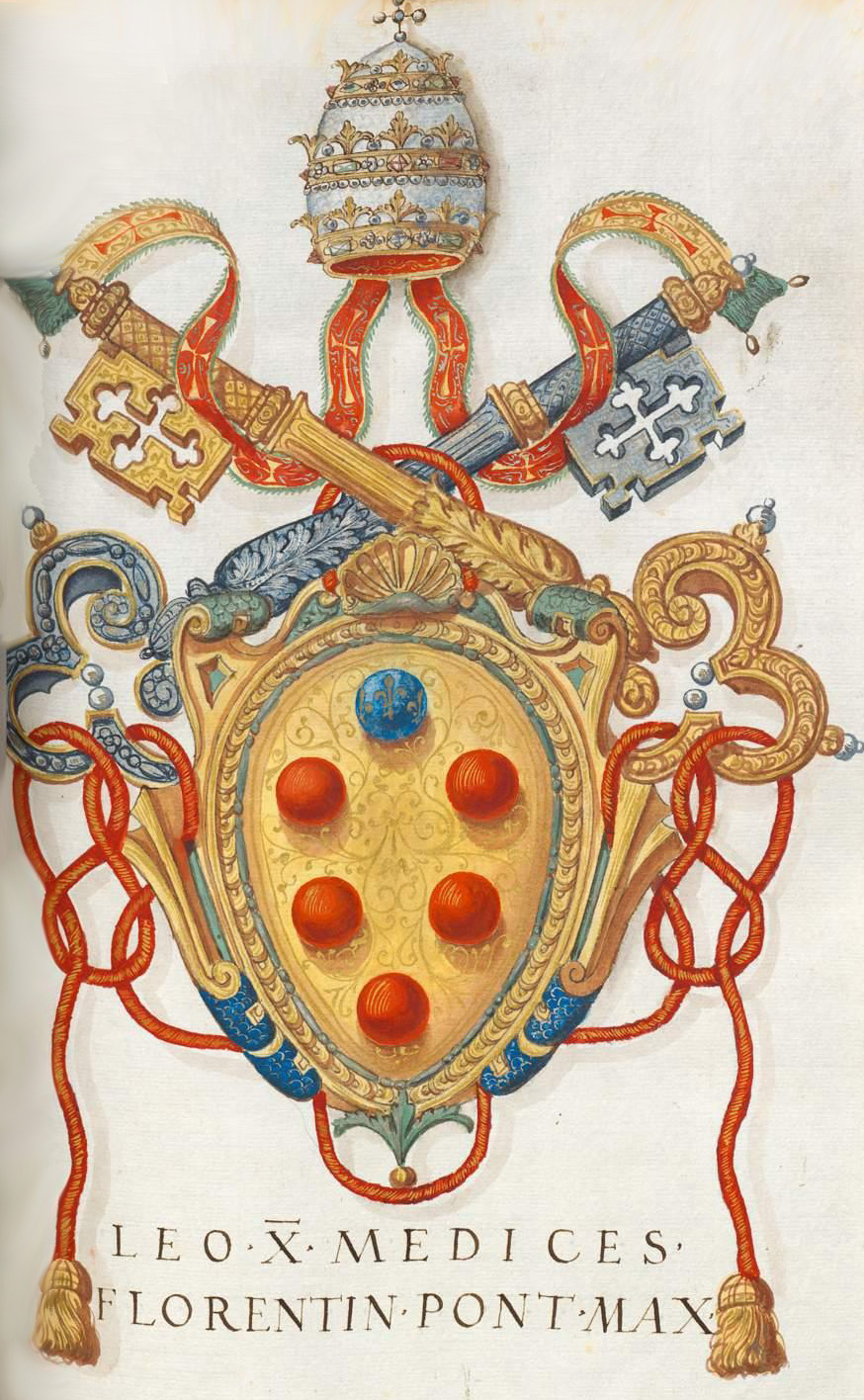
Wappen von Leo X.

### Wappen
Als Papstwappen übernahm Leo X., wie die meisten Renaissance-Päpste, einfach das seiner Familie, also der Medici. Es zeigt in ungeteiltem Schild auf goldenem Grund fünf rote "Pillen", darüber eine größere blaue Pille, diese belegt mit drei goldenen Lilien.

### Tod
Als in Oberitalien Krieg zwischen den kaiserlichen und päpstlichen Truppen und der französischen Armee herrschte, starb Leo X. an einer Wintergrippe mit schweren Fieberschüben in der Nacht des 1. Dezembers 1521 im Alter von 45 Jahren so plötzlich, dass er nicht einmal die Sterbesakramente empfangen konnte. Da sein Leichnam schnell von Schwellungen und schwarzen Verfärbungen entstellt war, argwöhnten zeitgenössische Anhänger des Medici-Papstes, der freilich kränkliche und zu beleibte Pontifex könne eines unnatürlichen Todes gestorben sein. Der Verdacht fiel auf den Mundschenk Malaspina, der ihn im Auftrag französischer Sympathisanten vergiftet haben könnte. Doch sowohl das Verhör des Verdächtigten als auch die Obduktion brachten keine eindeutigen Hinweise auf einen Giftmord. Kardinal Giulio de’ Medici, der Vetter Leos, setzte sich für die Freilassung Malaspinas ein, um sich Franz I. nicht zum unversöhnlichen Feinde zu machen, falls dieser selbst in die Sache verwickelt sein sollte.
Aufgrund der hohen Schulden, die Leo X. hinterließ, konnten angeblich nicht einmal die Kerzen für seine Bestattung bezahlt werden. Seine Gebeine ruhen in der Kirche Santa Maria sopra Minerva. Sein monumentales Wand-Grabmal in der Hauptchorkapelle schufen ab 1536 der Bildhauer Baccio Bandinelli und der Architekt Antonio da Sangallo d. J., die Statue des Papstes ist ein Werk des Raffaello da Montelupo.

## Bewertung
Der Papsthistoriker Georg Schwaiger bezeichnete das Pontifikat Leos X. als „eines der verhängnisvollsten der Kirchengeschichte“.
Leo X. wird oft folgendes Zitat zugeschrieben: „Wieviel die Fabel von Christus uns und den unsern genützt hat, ist bekannt.“ Allerdings existiert keine Quelle, die diese Aussage stützt. Wahrscheinlicher ist, dass das Zitat aus dem satirischen Werk The Pageant of the Popes des englischen Protestanten John Bale stammt. Darin lässt Bale den Papst sagen: „All ages can testifie enough howe profitable that fable of Christe hath ben to us and our companie“.

## Medien
- Auf dem Gemälde von Raffael ist Leo X. mit einem konkaven Vergrößerungsglas, wie es erst seit dem 16. Jahrhundert bei Kurzsichtigkeit eingesetzt wird, dargestellt.[10]
- Im Film Luther von 2003 wurde Leo X. durch den deutschen Schauspieler Uwe Ochsenknecht dargestellt.
- In der Fernsehserie Borgia aus dem Jahr 2011 wurde Leo X., zu diesem Zeitpunkt noch Giovanni Kardinal de’ Medici, vom Briten John Bradley-West verkörpert.
- Im Fernsehzweiteiler Die Puppenspieler aus dem Jahr 2017 wurde Leo X., damals noch Giovanni Kardinal de Medici, von Zdeněk Bařinka gespielt.